# Demoralisierung
Demoralisierung ist ein Veränderungsprozess, in dem »moralisches Verhalten« einzelner Menschen oder von Menschengruppen aus Furcht vor negativen Folgen unterdrückt, verlernt und schließlich völlig negiert wird. Auf Dauer wirken eigene, als unmoralisch empfundene Handlungen demoralisierend auf den Akteur selbst, wenn er daraus Nutzen zieht und seine Handlungsweise mit Angst vor Verlusten beibehält. Demoralisierende Angst entsteht auch in Verbindung mit Gewalterfahrungen oder Strafandrohungen durch mächtigere Gegner bzw. Feinde, wenn jemand fürchtet durch Widerstandsaktionen oder sonstige rechtlich und moralisch begründbare Handlungen Schaden zu erleiden und diese deshalb unterlässt.
Mit demoralisierenden Mitteln kann beispielsweise ein Akteur versuchen, die psychologische Widerstandskraft eines Gegners mittels Ausübung psychologischen Drucks oder mit Macht und Gewalt zu brechen. Die Demoralisierung gelangt bewusst – zum Beispiel als Folge von strategischen oder taktischen Entscheiden in militärischen Kampfsituationen (Beispiel: Liquidierung einer Führungsperson), im Sport und in der Arbeitswelt – aber auch unbewusst in vielen kompetitiven Situationen zur Anwendung. 
Der Nutzen der Demoralisierung liegt darin, dass die Kosten eines Sieges – und darum geht es in kompetitiven Situationen – für den anwendenden Akteur sinken, da der Gegner seine eigene Stärke zunehmend in Frage stellt und dadurch an Widerstandskraft verliert. Durch unmoralische Machtausübung  entwickeln anwendende Akteure allerdings auch eigene Ängste und demoralisieren sich damit auf Dauer selbst.

## Beispiele
Im Zweiten Weltkrieg setzten die Engländer u. a. einzelne Bomber ein. Diese überflogen zahlreiche Dörfer und Städte und warfen ohne militärischen Sinn und Zweck Bomben ab. Ziel war es, die Bevölkerung durch die häufigen Luftalarme zu demoralisieren.